# Буена Сарфати
Буена Сарфати (на ладино: Bouena Sarfatty, на гръцки: Μπουένα Σαρφατή), с фамилия по съпруг Гарфинкъл, е македонска еврейка, партизанка в Гърция през Втората световна война, поетеса.

## Биография
Родена е на 15 ноември 1916 година в големия македонски град Солун, Гърция. Сарфати получава добро образование. Учи мода в Марсилия и владее френски, гръцки и ладински. Тя е част от висшето общество на Солун. След разгрома на Гърция от Нацистка Германия в 1941 година, Сарфати доброволно се включва в Червения кръст и също така пренася съобщения между мъжете в трудовите лагери и техните семейства. Тя се скарва с Витал Хасон, лидера на еврейските колаборационисти. Сгодява се, но годеникът ѝ е застрелян в деня на сватбата им, след като Хасон информира нацистите, че е избягал от трудовата си група. Сарфати е затворена от нацистите в затвора „Павлос Мелас“, но успява да избяга с помощта на партизанин, преоблечен като германски офицер, който по-късно е заловен, измъчван и убит. Сарфати се присъединява към партизаните, приемайки името на Мария (Марица) Серафамиду, уж от Гюмюрджина. Тя е с партизаните до края на войната. По-късно в Гърция е заснет филм за нейната история. В 1945 година тя се завръща в Солун, за да работи като диетолог в бежанските лагери, но и да организира транспорт до Палестина за оцелелите евреи.
В 1946 година тя се омъжва за Макс Гарфинкъл, с когото е работила в Солун. След кратък престой в неговия кибуц в Израел, те се преместват в Монреал, Канада, в 1947 година. Тя умира там на 23 юли 1997 година.
В 2013 Рене Левин Меламед публикува „Ода за Салоника : Ладинските стихове на Буена Сарфати“ (Индиана Юнивърсити Прес: ISBN 9780253007094) с преводи на 500 копли на Сарфати, отразяващи сефарадския живот в Солун.
Етномузиколожката Джудит Р. Коен използва Сарфати като основен източник в изследването си на ладинските песни на сефарадската община в Монреал..